# Lautaro Díaz
Lautaro Ariel Díaz (ur. 21 maja 1998 w Buenos Aires) – argentyński piłkarz występujący na pozycji napastnika lub skrzydłowego, od 2024 roku zawodnik brazylijskiego Cruzeiro.
Jest synem Roberto Osvaldo Díaza, również piłkarza.